# Hoeksche Waard (eiland)
De Hoeksche Waard is een eiland in de Nederlandse provincie Zuid-Holland. Het eiland wordt beschouwd als een van de Zuid-Hollandse Eilanden, maar ook als een waard.
Sinds 1 januari 2019 valt het gehele eiland onder de gelijknamige gemeente Hoeksche Waard. Voor die datum bestond de Hoeksche Waard uit vijf gemeenten: Binnenmaas, Strijen, Cromstrijen, Korendijk en Oud-Beijerland.
Met 24.895 inwoners op 1 januari 2023 (bron: CBS) is Oud-Beijerland het grootste dorp van de Hoeksche Waard. De naam Hoeksche Waard is afgeleid van de ambachtsheerlijkheid Hoecke, het tegenwoordige Puttershoek. De Hoeksche Waard en het ernaast gelegen Eiland van Dordrecht liggen in het drukst bevaren rivierengebied van Europa.

## Geografie
Het eiland ligt in het zuiden van de provincie Zuid-Holland. De Hoeksche Waard wordt door het Spui gescheiden van Voorne-Putten, door de Oude Maas van IJsselmonde en door de Dordtsche Kil van het Eiland van Dordrecht. Het brede Haringvliet en het Hollandsch Diep vormen de barrière naar Goeree-Overflakkee en het vasteland van Noord-Brabant. Het Vuile Gat vormt in het zuidwesten de scheiding met het eiland Tiengemeten.
De Hoeksche Waard bestaat bijna geheel uit polders. Het is een agrarisch eiland met veel natuur. De Hoeksche Waard heeft ook veel dijken. Binnen de grenzen van de Hoeksche Waard ligt het meer de Binnenmaas, een restant van de Romeins-Middeleeuwse Maas. Het open landschap wordt enerzijds gekenmerkt door het patroon van polders omzoomd door smalle dijken met beplanting en soms lintbebouwing en anderzijds door de restanten van kreken met kreekruggen en veenresten met een onregelmatige strookverkaveling in het Oudeland van Strijen.
Het eiland is een van de 20 nationale landschappen in Nederland. Het gebied, ingeklemd tussen het Deltarivierengebied en de verstedelijkte Randstad bij Rotterdam kreeg deze status dankzij bijzondere kwaliteiten als openheid van het gebied, het polderpatroon en het reliëf in de vorm van kreken en dijken.

## Geschiedenis

### Prehistorie
De oudste vondsten die in de Hoeksche Waard gedaan zijn stammen uit het Neolithicum en zijn circa 4.000 jaar oud. Deze vondsten, die in Puttershoek gedaan waren, bestonden uit aardewerk. Ook in Mijnsheerenland zijn er oude aardewerkscherven gevonden. Ook in Westmaas zijn er oude vondsten gedaan die erop duidden dat er gedurende de IJzertijd aan de oevers van de Binnenmaas in zeezout werd gehandeld. Er waren hulpmiddelen aangetroffen waarmee zeezout werd bereid en verpakt voor de handel, onder andere aardewerk en afval.
Rond 2015 zijn er in Puttershoek spectaculaire vondsten gedaan van een nederzetting uit de jonge steentijd, de periode van de eerste boeren. Bij de bouw van de laatste fase van de Wijk van je Leven zijn aardewerkfragmenten, voedselresten en een kleine vuistbijl gevonden. Al deze opgravingen tonen aan dat er al heel vroeg permanente bewoning in de Hoeksche Waard aanwezig was, al ver voor de Romeinse Tijd.

### Romeinse Tijd

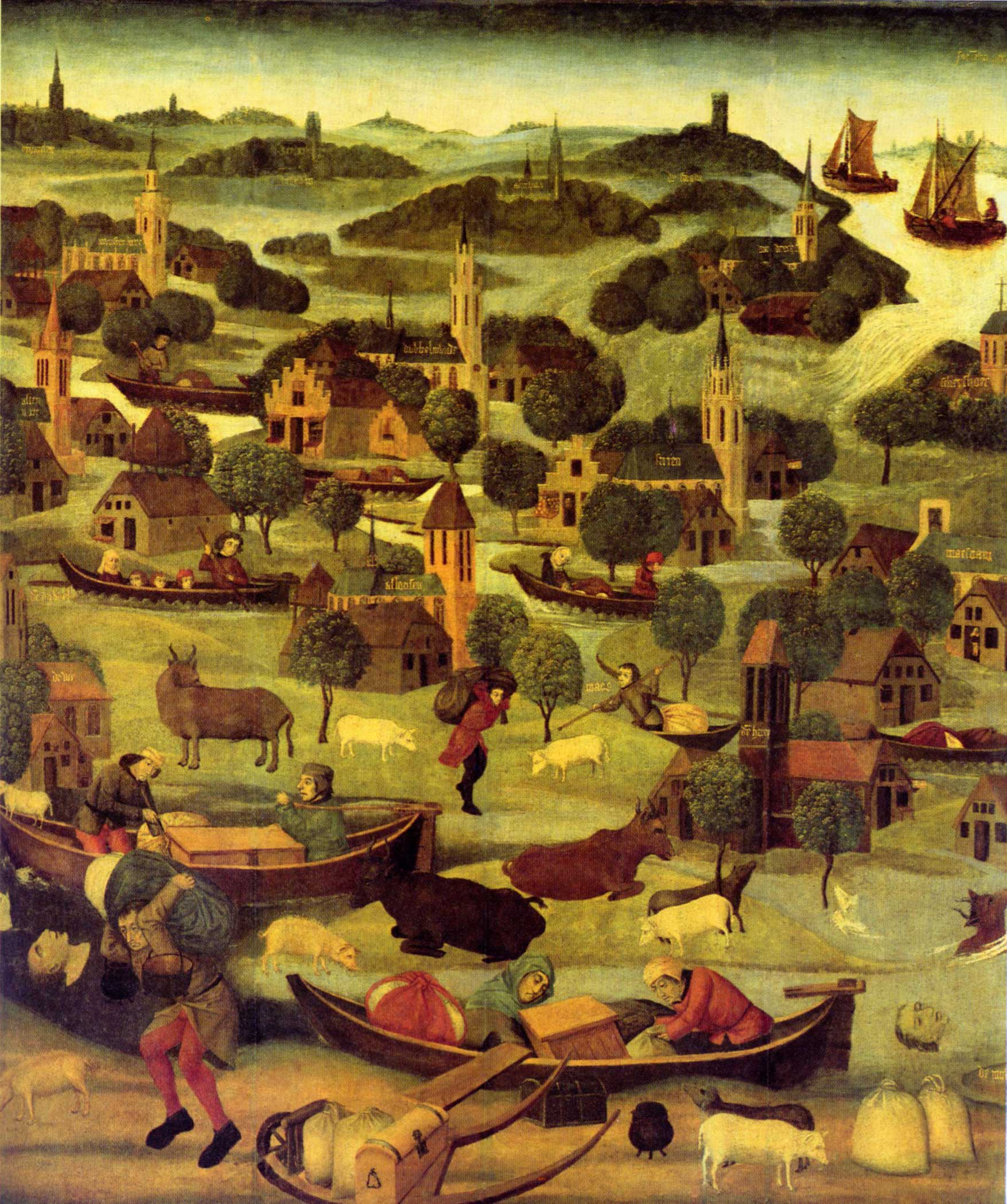
Sint-Elisabethsvloed, geschilderd 70 jaar na de ramp

In de Hoeksche Waard zijn veel vondsten gedaan langs de Romeins-Middeleeuwse Maas, waarvan de Binnenmaas nu nog slechts een overblijfsel is. Sporen van bewoning en grafvelden wijzen op een intensieve bewoning op de oude Maasoevers. Sporen zijn onder meer aangetroffen in Maasdam, Westmaas en Mijnsheerenland.

### Middeleeuwen
Toen de Romeinen uit het gebied verdwenen bleef de Hoeksche Waard lang onbewoond. Pas rond 800 na Christus ontstonden er weer dorpen. Ze waren vaak gebouwd op terpen, die hier hillen worden genoemd. Dat was om zo min mogelijk last te hebben van overstromingen, die vooral vanaf 1000 na Christus het gebied teisterden. Piershille, het huidige Piershil, verwijst naar zo'n verhogende plek, een hille. Bij Maasdam zijn resten van een hille gevonden. De bewoners lieten onder meer een gesp, een mantelspeld, een rammelaar en een drinkbeker na.

Een van de oude kernen is het dorp Strijen in het oosten van het huidige eiland, dat toen nog bij het vasteland van Brabant hoorde. Dit dorp was gelegen aan de rand van het getijdengebied, langs de rivier de Striene, die van het noorden naar het zuiden door de Hoeksche Waard liep. Andere oude kernen betreffen de eilanden Corendijck en Piershille in het westen. Deze eilanden waren niet meer dan drooggevallen plekken in een gebied dat werd beheerst door het getij. 

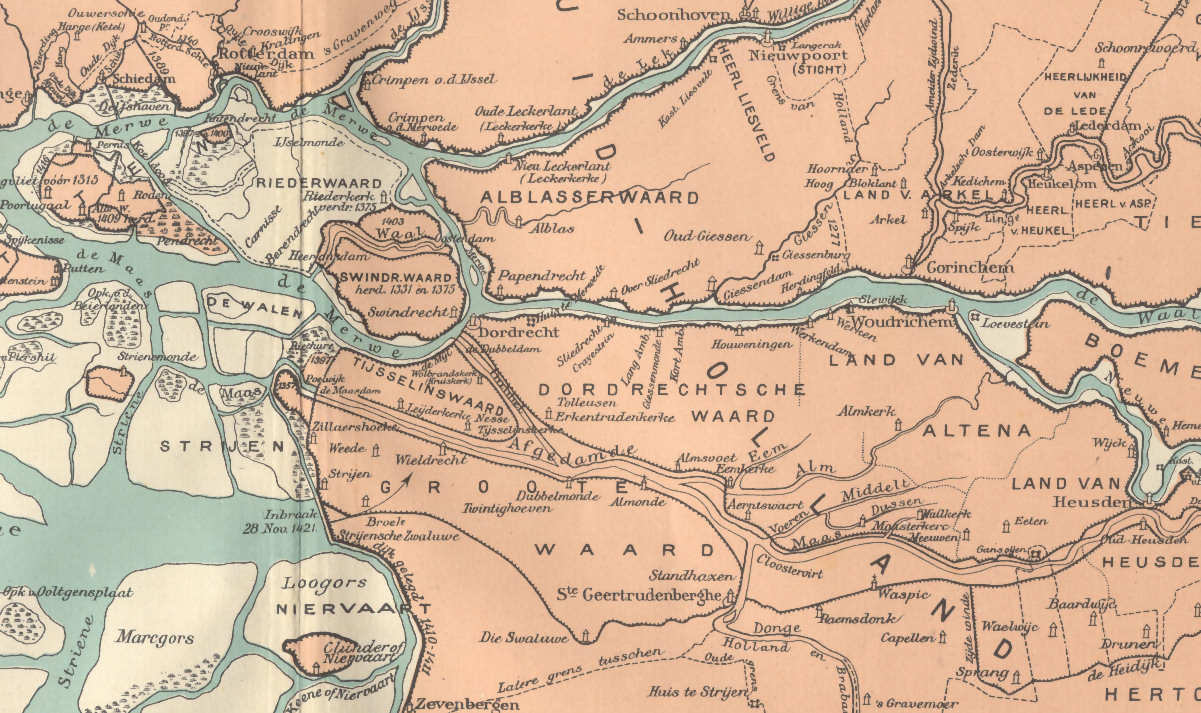
Kaart van de Grote Waard voor de Sint-Elisabethsvloed, met aan de linkerkant wat nu de Hoeksche Waard is

In de loop van de 13e eeuw raakte in de Hoeksche Waard de Maas als actieve rivierloop buiten gebruik. De rivier werd in 1282 ter hoogte van het huidige Maasdam afgedamd. Het oostelijk deel werd ingepolderd en omgeven door de Waarddijk en maakte daarmee onder deel uit van de Grote Waard. Later, in de 16e eeuw, zou er ook een dam bij Westmaas gebouwd worden, waardoor de Binnenmaas als enige overblijfsel van deze rivier bleef bestaan. De inpoldering van de Grote Waard zorgde ervoor dat overstromingen minder vaak voorkwamen, en dus werd het land ook meer bewoonbaar, wat veel inwoners aantrok.

### Sint-Elisabethsvloed
Maar alles veranderde op 18 november 1421, toen de Sint-Elisabethsvloed de dijk bij Broek doorbrak en de gehele Grote Waard onderliep. De vloed veranderde de grond en het landschap drastisch en zorgde onder andere voor het ontstaan van de Biesbosch. Na de Sint-Elisabethsvloed strekte zich ten oosten van Maasdam, dat aan de uiterste westzijde van de Grote Waard had gelegen, een watervlakte of binnenzee uit die reikte tot aan Werkendam. Veel mensen kwamen bij de vloed om en hele dorpen werden vernietigd. Sommige dorpen zouden nooit meer heropgebouwd worden. Alleen de Munnikenpolder en de Sint Anthoniepolder overleefden de vloed, net als de kerk in de Sint Anthoniepolder, het oudste gebouw van de Hoeksche Waard.

### Inpolderingen en bedijkingen
Na de Sint-Elisabethsvloed werd de Hoeksche Waard langzaamaan weer ingepolderd en bewoond. De dam in de Maas werd herbouwd en nieuwe dorpen werden gesticht, zoals het huidige Oud-Beijerland, gesticht door Lamoraal van Egmont in 1559. De bedijking van de Hoeksche Waard vond in hoofdzaak plaats tussen 1538 en 1653. In de anderhalve eeuw daarna werden nog wat strookjes langs het Haringvliet en het Hollandsch Diep bedijkt. In de laatste 200 jaar is aan de omvang van het eiland dus niet veel veranderd.
In de loop van de jaren na de Sint-Elisabethsvloed werd ook de binnenzee die ontstaan was ten oosten van Maasdam ingepolderd. In deze ingepolderde gebieden werd in 1593 het dorp 's-Gravendeel gesticht. De reeks inpolderingen in oostelijke richting stokte bij de Trekdam, de ka langs de voorloper van de Dordtse Kil. Dit smalle watertje vormde voor Dordrecht de verbinding met de zee en daar moesten de landaanwinners afblijven.

## Polders
De Hoeksche Waard bestaat uit zestig polders. Naast de Sint Anthoniepolder zijn al deze polders aangelegd na de Sint-Elisabethsvloed van 1421 die het landschap van het eiland aangrijpend veranderde. Er is een vijftal ringpolders: de Sint Anthoniepolder (1357), de Oud-Heinenoordse Polder (1437), de Oud-Korendijksche Polder (1439), de Munnikenpolder (ook 1439) en de Oud-Piershilsche Polder (1524). Alle andere polders zijn op deze oude polders aangehaakt. De Eendrachtspolder uit 1653 was de laatste grote polder die werd bedijkt. In de eeuwen daarna werden alleen nog smalle stroken land bedijkt, voornamelijk langs het Haringvliet en het Hollands Diep. Bijna alle dijken zijn nog aanwezig in het landschap van de Hoeksche Waard.
Hieronder een kolom met alle polders inclusief jaar van inpoldering:

| Naam                                           | Jaar v. inpoldering |
| ---------------------------------------------- | ------------------- |
| Sint Anthoniepolder                            | 1357                |
| Oudeland van Strijen                           | 1437                |
| Oud-Heinenoordsche Polder                      | 1437                |
| Oud-Korendijksche Polder                       | 1439                |
| Munnikenpolder                                 | 1439                |
| Polder Mijnsheerenland van Moerkerken          | 1439                |
| Polder het Oudeland van Maasdam en Puttershoek | 1439                |
| Korendijksche Polder                           | 1456                |
| Polder Oud Boneventura                         | 1471                |
| De Laagjes                                     | 1488                |
| West-Zomerlandsche Polder                      | 1488                |
| Oud-Piershilsche Polder                        | 1524                |
| Westmaase Nieuwlandsche Polder                 | 1539                |
| Oud-Beijerlandsche Polder                      | 1557                |
| Oost-Zomerlandsche Polder                      | 1578                |
| Polder van Nieuw Piershil en Nieuw Beijerland  | 1582                |
| Polder Nieuw Boneventura                       | 1593                |
| Oude Klem Polder                               | 1599                |
| Nieuwe Klem Polder                             | 1599                |
| Polder Het Land van Essche                     | 1599                |
| Nieuw Cromstrijensche Polder                   | 1602                |
| Mookhoekpolder                                 | 1602                |
| Trekdamsche Polder                             | 1605                |
| Klein Piershilsche Polder                      | 1606                |
| Molenpolder                                    | 1612                |
| Noordpolder                                    | 1612                |
| Klein-Cromstrijensche Polder                   | 1615                |
| Klein Zuid-Beijerlandsche Polder               | 1615                |
| Mijlpolder                                     | 1617                |
| Nieuwlandsche Polder                           | 1617                |
| Bossche Polder                                 | 1624                |
| Groot Cromstrijensche Polder                   | 1625                |
| Kooilandsche Polder                            | 1625                |
| Groot Zuid-Beijerland                          | 1631                |
| Oostpolder                                     | 1633                |
| Numanspolder                                   | 1642                |
| Strijensche Polder                             | 1647                |
| Eendrachts Polder                              | 1653                |
| Piershilsche Noord Polder                      | 1663                |
| Uitgebreide Molenpolder                        | 1663                |
| Kilpolder                                      | 1667                |
| Polder Beveroord                               | 1670                |
| Torenstee Polder                               | 1687                |
| Meeuwenoordse Polder                           | 1692                |
| Nieuw Westersche Zomerpolder                   | 1696                |
| Leenheren Polder                               | 1698                |
| Polder Oud Beversoord                          | 1747                |
| Oude Gorzen Polder                             | 1747                |
| Oude Polder                                    | 1750                |
| Hooge Westersche Polder                        | 1751                |
| Polder Raespshille                             | 1776                |
| Schuringsche Polder                            | 1793                |
| Hogezandse Polder                              | 1793                |
| Mariapolder                                    | 1795                |
| Uitgebreide Mariapolder                        | 1804                |
| Brienenswaard                                  | 1804                |
| Beneden Polder                                 | 1804                |
| Midden Polder                                  | 1804                |
| Albertpolder                                   | 1940                |
| Pieters- en Leendertspolder                    | 1954                |